# Бычье поле
Бы́чье по́ле — аэродром, территориально находящийся в Санкт-Петербурге. Находится в Кронштадте, в юго-западной части острова Котлин.
Является ведомственной неклассифицированной площадкой дневного действия Ленинградской военно-морской базы. Предназначен для совместного использования воздушными судами МО РФ (эпизодические полёты) и легкомоторной авиацией опытного конструкторского бюро и аэроклуба «Дельфин».

## Предыстория
По некоторым данным в 1910 году на это место приземлился один из первых русских летчиков Г. В. Пиотровский на самолете француза Луи Блерио «Блерио XII». Он совершил первый полёт через Финский залив в Кронштадт.
В октябре 1919 года РВС Западного фронта решил для усиления ПВО Кронштадтского района придать ему 3 авиаотряда и разместить их на острове Котлин. 16 октября по приказу РВС Балтфлота в МК Кронштадт перелетели 4 гидроплана.

## История
Аэродром «Бычье поле» был основан в 1932 году решением Управления Военно-Морских Сил РККА. Тогда не было возведено никаких аэродромных сооружений, кроме грунтовой взлётно-посадочной полосы. Незадолго до Великой Отечественной войны аэродром был расширен, чтобы на нём могли базироваться авиаторы 71-го ИАП ВВС КБФ.
Во время Великой Отечественной войны использовался как прифронтовой аэродром истребительной авиации. Здесь во время войны базировался 71-й истребительный авиационный полк ВВС Балтийского флота.

## Современность
В конце 1990-х полеты были запрещены, однако в 2004 вновь возобновлены.
В 2008—2009 годах было потрачено 4,5 млн рублей на проведение исследования перспектив развития петербургского воздушного транспорта. По итогам исследования «Бычье поле» было признано единственным аэродромом, подходящим для развития малой авиации, поскольку не мешает ни аэропорту «Пулково», ни одному из военных аэродромов. Осенью 2011 года «Бычьему полю» Росавиацией был выдан паспорт авиационной площадки, таким образом «Бычье поле» де-юре лишилось статуса аэродрома. В конце 2011—начале 2012 планировалась реконструкция аэродрома «Бычье поле», создание на его месте международного аэропорта «Кронштадт», который смог бы принимать рейсы из Лаппенранты. Кроме того, предусматривалось перебазирование сюда школы высшего пилотажного мастерства и воздушного театра, и создание стоянки для авиации МЧС и вертолетов «Мистралей». После реконструкции «Бычье поле» должно было превратиться в аэродром II класса. Позднее, летом 2012 года на месте аэродрома планировалось строительство верфи, которая позволила бы перевести из центра Петербурга промышленные мощности ОАО «Адмиралтейские верфи». Часть общественности выступила против. По данным на январь 2013 года, решение по переносу верфей на остров принято не было. К вопросу о реконструкции аэродрома и создании нового аэропорта вернулись в 2015 году. Решено было развивать здесь не пассажирское авиасообщение, а санитарную авиацию. 29 мая 2017 года в правительстве Санкт-Петербурга состоялось совещание по поводу развития площадки «Бычье поле». Инвестор «Хели-драйв Северо-Запад» взял участок в аренду на три года и планировал вложить 3 млрд рублей в инфраструктуру аэродрома, сделав его авиаузлом санитарной авиации. Проект в итоге реализован не был. По данным на январь 2020 года, правительство города вновь планирует строительство здесь пассажирского аэропорта.